# Franziska Nietzsche
Franziska Nietzsche (* 2. Februar 1826 als Franziska Ernestine Rosaura Oehler in Pobles, Provinz Sachsen; † 20. April 1897 in Naumburg) war eine deutsche Pfarrerstochter und -gattin sowie die Mutter Friedrich Nietzsches.

## Leben
Franziska Oehler kam 1826 in Pobles als Tochter des lutherischen Pfarrers David Ernst Oehler und dessen Frau Johanna Elisabeth Wilhelmine Oehler, geborene Hahn, zur Welt. Sie wuchs mit zahlreichen Geschwistern auf. 1843 lernte Franziska den Pfarrer der Nachbargemeinde Röcken, Carl Ludwig Nietzsche, kennen. Am 10. Oktober 1843 heirateten sie. Das Paar hatte zunächst den Sohn Friedrich Wilhelm (* 15. Oktober 1844) sowie dann die Tochter Therese Elisabeth Alexandra (* 10. Juli 1846). Der zweite Sohn war Karl Ludwig Joseph (* 1848; † 1850). Am 30. Juli 1849 starb der Ehemann Carl Ludwig nach mehrmonatiger Krankheit.
Die dominante Schwiegermutter Erdmuthe Dorothea Nietzsche (geborene Krause) und die zwei Schwestern Carl Ludwigs, Auguste und Rosalie, erzogen in den Folgejahren die zwei verbliebenen Kinder im gemeinsamen Haushalt in Naumburg, bis sich Franziska Nietzsche nach dem Tod der Schwiegermutter 1856 lossagte und einen eigenen Hausstand gründete. Seit dem Tod des Vaters waren sie und die Schwester Elisabeth die engsten dauerhaften Bezugspersonen Friedrich Nietzsches.
Selbst eine strenggläubige Christin, war sie sehr enttäuscht, dass ihr Sohn das Theologiestudium 1865 nach nur einem Semester abbrach und sich auf die Philologie und Philosophie konzentrierte. Wenn sie sich mit dem Sohn traf, wurde das Thema von Nietzsches Schriften offenbar vermieden: Sie tat dies aus Liebe zum „Herzenssohn“, er aus Respekt vor ihrem Glauben. 1882 kam es erneut zu einem Bruch zwischen Sohn und Mutter, als Elisabeth von der von ihr als skandalös empfundenen Beziehung zwischen Friedrich, Paul Rée und Lou von Salomé berichtete. Friedrich wiederum war empört, dass sich seine Familie in diese Angelegenheit einmischte.
Als Friedrich Nietzsche ab 1889 dauerhafter Pflege bedurfte, nahm Franziska Nietzsche ihn in ihr Haus und pflegte ihn bis zu ihrem Tod. Sie erachtete seine geistige Umnachtung als göttliche Fügung. Dabei machte sie Bekanntschaft mit dessen Freund Franz Overbeck, mit dem sie viel korrespondierte. Der Briefverkehr mit Franz Overbeck, in dem sie ihre Pflegetätigkeit ausführlich thematisierte, wird von fembio als authentisches Zeugnis echter christlicher Humanität gewertet sowie als beispielhaft für bürgerliche Briefkultur. Nach ihrem Tod 1897 erlangte Friedrichs Schwester Elisabeth die von ihr angestrebte Verfügungsgewalt über das Werk Nietzsches. Sie steht im Verdacht, die unveröffentlichte und nie beendete Autobiographie Franziskas verfälscht zu haben.